# Paseky (Horní Stropnice)
Paseky (v letech 1921–1980 Šlágles, německy Schlagles) jsou osada, část obce Horní Stropnice v okrese České Budějovice v Jihočeském kraji. Nachází se asi 2,5 kilometru jižně od Horní Stropnice. Paseky leží v katastrálním území Paseky u Horní Stropnice o rozloze 2,02 km².

## Historie
První písemná zmínka o vesnici pochází z roku 1379.

## Obyvatelstvo
| Rok            | 1869 | 1880 | 1890 | 1900 | 1910 | 1921 | 1930 | 1950 | 1961 | 1970 | 1980 | 1991 | 2001 | 2011 | 2021 |
| -------------- | ---- | ---- | ---- | ---- | ---- | ---- | ---- | ---- | ---- | ---- | ---- | ---- | ---- | ---- | ---- |
| Počet obyvatel | 148  | 134  | 145  | 145  | 117  | 117  | 91   | 44   | 21   | 11   | 0    | 0    | 2    | 6    | 5    |
| Počet domů     | 31   | 30   | 28   | 26   | 24   | 24   | 22   | 10   | 10   | 4    | 0    | 1    | 5    | 7    | 8    |

## Obecní správa
Při sčítání lidu v letech 1850–1960 Paseky byly osadou obce Dlouhá Stropnice, se kterým patřily nejprve do okresu Kaplice, ale v roce 1950 v okrese Trhové Sviny a od roku 1960 v okrese České Budějovice. Od 12. června 1960 jsou částí obce Horní Stropnice v okrese České Budějovice.